# Nikolái Burdenko
Nikolái Nílovich Burdenko (en ruso: Никола́й Ни́лович Бурде́нко; Kamenka, 3 de junio de 1876 – Moscú, 11 de noviembre de 1946) fue un cirujano ruso y soviético, fundador de la neurocirugía rusa. Fue Cirujano General del Ejército Rojo (1937-1946), miembro de la Academia de Ciencias de la URSS (desde 1939), académico y primer director de la Academia de Ciencias Médicas de la URSS (1944-1946), Héroe del Trabajo Socialista (desde 1943), coronel general de los Servicios Médicos del Ejército Rojo y ganador del Premio Stalin (1941). Además fue veterano de la guerra ruso-japonesa, la Primera Guerra Mundial, la guerra de Invierno y la Segunda Guerra Mundial.

## Infancia y juventud
Nikolái Burdenko nació el 3 de junio de 1876 en la pequeña localidad rural de Kamenka en el uyezd de Nizhnelomovsky de la gobernación de Penza —en esa época situada en el Imperio ruso, actualmente ubicada en el óblast de Penza en Rusia—, Burdenko era uno de los ocho hijos que tuvo Nil Karpovich Burdenko (1839-1906) y Varvara Markianovna Burdenko (de soltera Smagina) (1851-1897). Su abuelo paterno Karp Fiódorovich Burdenko provenía de una familia de siervos del uezd de Kuznetsky de la gobernación de Sarátov, donde sirvió como administrador de las propiedades de un terrateniente y su esposa, como criada; después de que se les concediera la libertad se mudaron a Penza y luego, a Verhniy Lomov en la gobernación de Penza. El padre de Nikolái también trabajó como administrador de las propiedades del mayor general Vladimir Voeykov, quien sirvió en la svita de Nicolás II y era cercano a la familia del Emperador. La madre de Nikolái era ama de casa y provenía de una familia de campesinos de la gobernación de Tambov.
En 1885, Burdenko terminó sus estudios en la escuela zemstvo de Kamenka y en 1886 ingresó en la escuela teológica de Penza donde estudió para convertirse en sacerdote ortodoxo. En 1891, ingresó en el seminario teológico de Penza y poco después fue enviado a la Academia Teológica de San Petersburgo como el mejor estudiante. En 1897, la abandonó para estudiar medicina en la recién inaugurada Facultad de Medicina de la Universidad Imperial de Tomsk. Allí, se fascinó con la anatomía y la cirugía, y en tercer curso fue nombrado asistente del prosector. Posteriormente, fue expulsado de la universidad por participar en la huelga estudiantil rusa de 1899, pero fue indultado y restituido, solo para ser expulsado por segunda vez en 1901 por la misma causa. Después de eso, se vio obligado a abandonar Tomsk.

## Estudios
El 11 de octubre de 1901, ingresó en el cuarto curso de la Facultad de Medicina de la Universidad Imperial de Yúriev (actual Universidad de Tartu). De nuevo, se involucró en el movimiento de protesta estudiantil y tuvo que pasar un año exiliado en la gobernación de Jersón tratando a niños con tifus, tuberculosis y otras enfermedades epidémicas. Posteriormente, se le permitió reincorporarse a la universidad. Durante el tiempo que pasó estudiando en la universidad, trabajó intensamente como cirujano y participó en expediciones médicas por todo el país para combatir epidemias de tifus, viruela y escarlatina.
En enero de 1904, se presentó voluntario para la guerra ruso-japonesa, donde sirvió en el destacamento de ambulancias de campaña en Manchuria y recibió un disparo en el brazo mientras rescataba a heridos bajo fuego enemigo durante la batalla de Te-li-Ssu. Por su valor en combate, recibió la Cruz de San Jorge. En diciembre se desmovilizó y retomó sus estudios. En 1905, fue invitado al departamento de cirugía del hospital municipal de Riga para realizar prácticas.

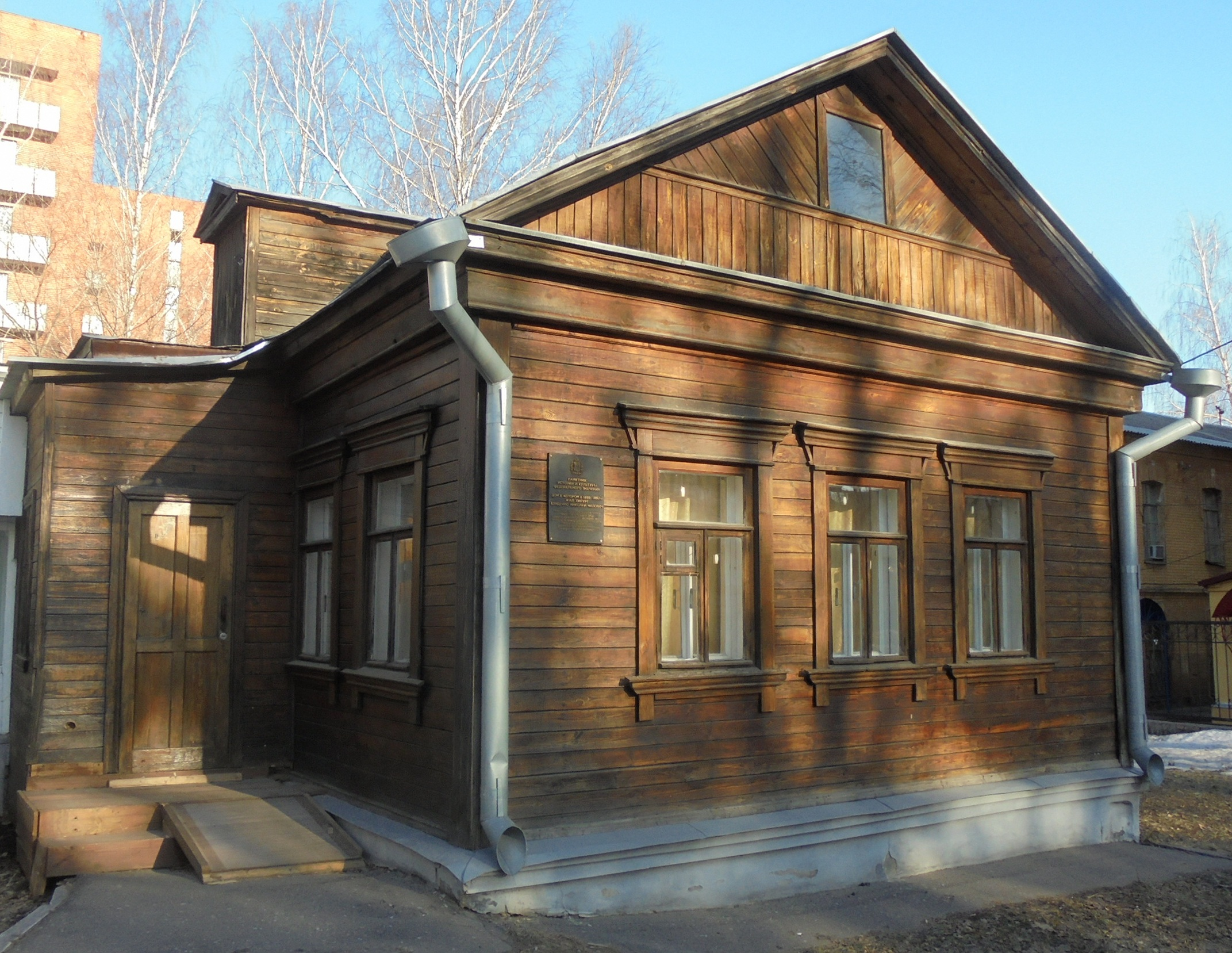
Casa-museo de Nikolái Burdenko en Penza

En 1906, se graduó en la universidad y regresó a Penza, donde se convirtió en cirujano en el hospital zemstvo local. Simultáneamente, trabajaba en una tesis sobre las consecuencias de la ligadura de la vena porta. Recibió una gran influencia de las obras de Iván Pávlov, que lo inspiraron a escribir cinco trabajos científicos. En marzo de 1909, obtuvo el título de Doctor en Medicina y al año siguiente se convirtió en profesor particular y profesor asociado de la Universidad de Yúriev.

## Primera Guerra Mundial
Con el inicio de la Primera Guerra Mundial en 1914, Burdenko se presentó voluntario de nuevo para servir en el frente y se unió al destacamento de la Cruz Roja del Frente Noroeste, participando en la campaña de Prusia Oriental y la batalla del río Vístula. Además de sus funciones como cirujano de campaña, evacuó a soldados heridos bajo fuego enemigo, organizó puestos de triaje, socorro y curaciones, incluyendo secciones especiales para soldados con heridas en el estómago, los pulmones y el cráneo. Por primera vez en la medicina de guerra, Burdenko aplicó primeros auxilios para lesiones de cráneo. De 1915 a 1917, también trabajó como cirujano consultor, primero en las gobernaciones de Kovno y Vilna, luego en el 2.º Ejército y en varios hospitales de Riga. En marzo de 1917, fue nombrado Inspector Médico Principal del Campo de Batalla, pero dejó el puesto en mayo debido a desacuerdos con el gobierno provisional ruso y regresó al frente.
Tras una de las batallas, le diagnosticaron síndrome postconmocional (SPC) y tuvo que regresar a su alma mater, donde dirigió el departamento de cirugía. Tras la ocupación de Yúriev (actual Tartu) por las fuerzas alemanas, se le sugirió a Burdenko que continuara desempeñando sus funciones bajo el nuevo gobierno, pero rechazó la oferta y, en junio de 1918, evacuó a Vorónezh junto con otros profesores. Allí, se convirtió en uno de los fundadores de la Universidad Estatal de Vorónezh, basada en la Universidad de Yúriev.

## Trabajo científico
Después de la guerra, Burdenko participó activamente en la construcción y gestión de hospitales de guerra para el Ejército Rojo. En 1920, organizó cursos de medicina para preparar cirujanos y enfermeros de campaña. Simultáneamente, asesoró al Departamento de Salud de Vorónezh y continuó su labor científica. Sus investigaciones se centraron en la prevención del shock, la curación de heridas e infecciones, el tratamiento quirúrgico de la tuberculosis, la anestesia, las transfusiones de sangre, etc. En aquel momento, también concluyó que la neurocirugía debía considerarse una especialidad independiente.
En 1923, se trasladó a Moscú donde ejerció como profesor de la Universidad Estatal de Moscú, allí fundó un departamento de neurocirugía; en 1930, este se reorganizó en el Primer Instituto Médico de Moscú. También dirigió la clínica quirúrgica universitaria desde 1924 hasta su fallecimiento, que actualmente lleva su nombre. En 1929, por iniciativa suya, se fundó una facultad de cirugía de campaña. Ese mismo año, fue nombrado director de la clínica neuroquirúrgica del instituto de rayos X, dependiente del Comisariado del Pueblo de Salud, que sirvió de base para el primer Instituto Central de Neurocirugía del mundo, fundado en 1932 (hoy conocido como Centro Nacional Científico y Práctico de Neurocirugía N. N. Burdenko).
Fue uno de los primeros en introducir la cirugía del sistema nervioso central y periférico en la práctica clínica; investigó las causas del shock y sus métodos de tratamiento, y realizó una importante contribución al estudio de los procesos que se manifiestan en el sistema nervioso central y periférico en relación con la cirugía en caso de heridas cortantes; desarrolló la bulbotomía, una operación en la parte superior de la médula espinal. También creó una escuela de cirujanos con una marcada orientación experimental. Los trabajos en oncología del sistema nervioso central y vegetativo, patología de la circulación del líquido cefalorraquídeo y circulación cerebral constituyeron una valiosa contribución de Burdenko y su escuela a la teoría y la práctica de la neurocirugía.
Gracias a su activa participación, surgieron clínicas y departamentos de neurocirugía en todo el país. Burdenko organizó y presidió diversas conferencias médicas, incluyendo el Consejo de Neurocirugía de toda la Unión, fundado en 1935, y representó a la Unión Soviética en congresos internacionales. También dirigió la Asociación de Cirujanos de toda la Unión y se incorporó a la Academia de Ciencias de la URSS en 1938, año en que se afilió al Partido Comunista. A partir de 1937, trabajó como cirujano consultor principal del Consejo de Sanidad del Ejército Rojo. También publicó la primera guía sobre cirugía de campaña basada en su experiencia de guerra, que ayudó a preparar al ejército para la Segunda Guerra Mundial.

## Segunda Guerra Mundial

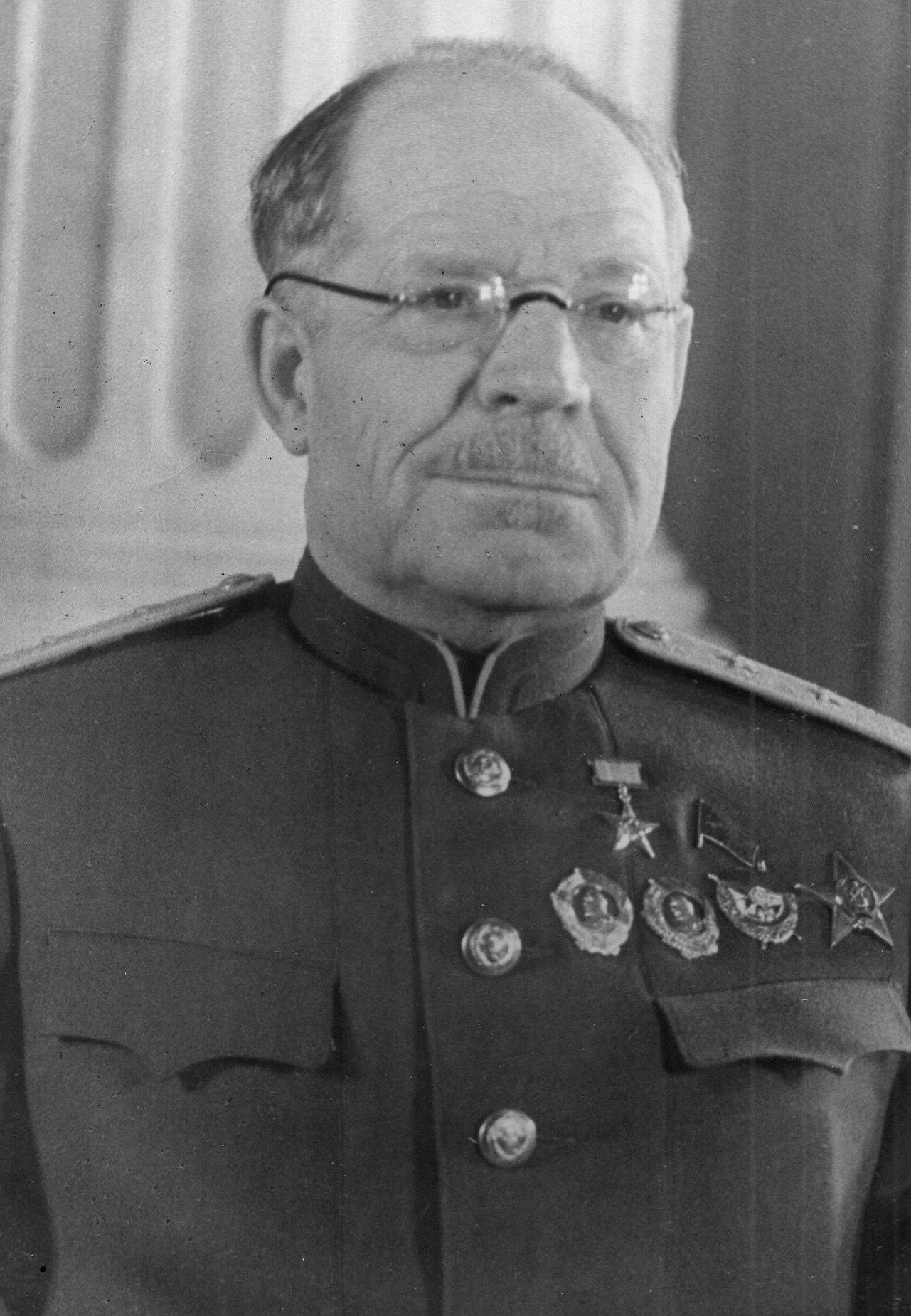
Nikolái Burdenko vestido con el uniforme del Ejército Rojo en 1943

En 1939, Burdenko, de 64 años, se unió a la guerra de Invierno y pasó cuatro meses en el frente, dirigiendo la cirugía en el campo de batalla. Con el inicio de la invasión alemana de la Unión Soviética en 1941, fue nombrado Cirujano Principal del Ejército Rojo y participó en algunas de las primeras batallas que tuvieron lugar cerca de Yártsevo y Viazma en el verano de 1941. Viajaba regularmente al frente, donde supervisaba la aplicación de las normas para la atención quirúrgica de los heridos o comprobaba el efecto de nuevos medicamentos como la bencilpenicilina y gramicidina para tratar infecciones en heridas.
Durante uno de los bombardeos de la aviación alemana, Burdenko sobrevivió a otra conmoción cerebral grave que le provocó un derrame cerebral; también perdió por completo la capacidad de hablar y tuvo que entrenar intensamente para recuperarla. Pasó dos meses en varios hospitales de guerra y en abril de 1942 regresó a Moscú, donde continuó su labor científica. Por primera vez en la medicina mundial, sugirió tratar las complicaciones purulentas tras lesiones cerebrales y craneales mediante la inyección de sulfanilamida en la arteria carótida, lo que resultó ser más eficaz que las inyecciones intravenosas practicadas en aquel entonces. También promovió el uso de la sutura secundaria y el tratamiento eficaz de las heridas arteriales.
En noviembre de 1942, fue nombrado miembro de la Comisión Estatal Extraordinaria. Investigó diversos crímenes nazis, incluyendo ataques contra personal médico, trenes hospitalarios y unidades de la Cruz Roja. También dirigió la comisión especial de examen médico forense que reveló las atrocidades cometidas durante la ocupación nazi de los óblasts de Smolensk y Oriol, donde fueron asesinados más de 215 000 civiles soviéticos.
En enero de 1944, encabezó una comisión especial creada por las autoridades soviéticas para investigar la masacre de Katin. El informe final de la comisión atribuyó a la Alemania nazi la responsabilidad de la masacre. Basándose en las autopsias realizadas por 75 médicos, las pruebas halladas en los cadáveres y el testimonio de testigos, la comisión concluyó que la masacre tuvo lugar durante el otoño de 1941, cuando la zona se encontraba ocupada por las tropas alemanas, y que los métodos empleados para matar a los oficiales polacos fueron idénticos a los empleados por las fuerzas alemanas durante la ocupación de la Unión Soviética. Se presentaron materiales documentados como prueba en el juicio de Núremberg. En 1993, una comisión de expertos de la Fiscalía Militar Principal de Rusia desaprobó el informe de la comisión Burdenko por considerarlo «falso» y «no cumplir con los requisitos científicos».
El nombre de Burdenko también apareció en el informe oficial soviético sobre el campo de concentración de Auschwitz como documento URSS-008.
En junio de 1944, se fundó en Moscú la Academia de Ciencias Médicas de la URSS. Su diseño se basó en los planos de Burdenko y se basó parcialmente en el Instituto de Medicina Experimental, el primer instituto de investigación ruso que existió entre 1890 y 1944. Burdenko fue su presidente desde el 20 de diciembre hasta su fallecimiento.

## Muerte

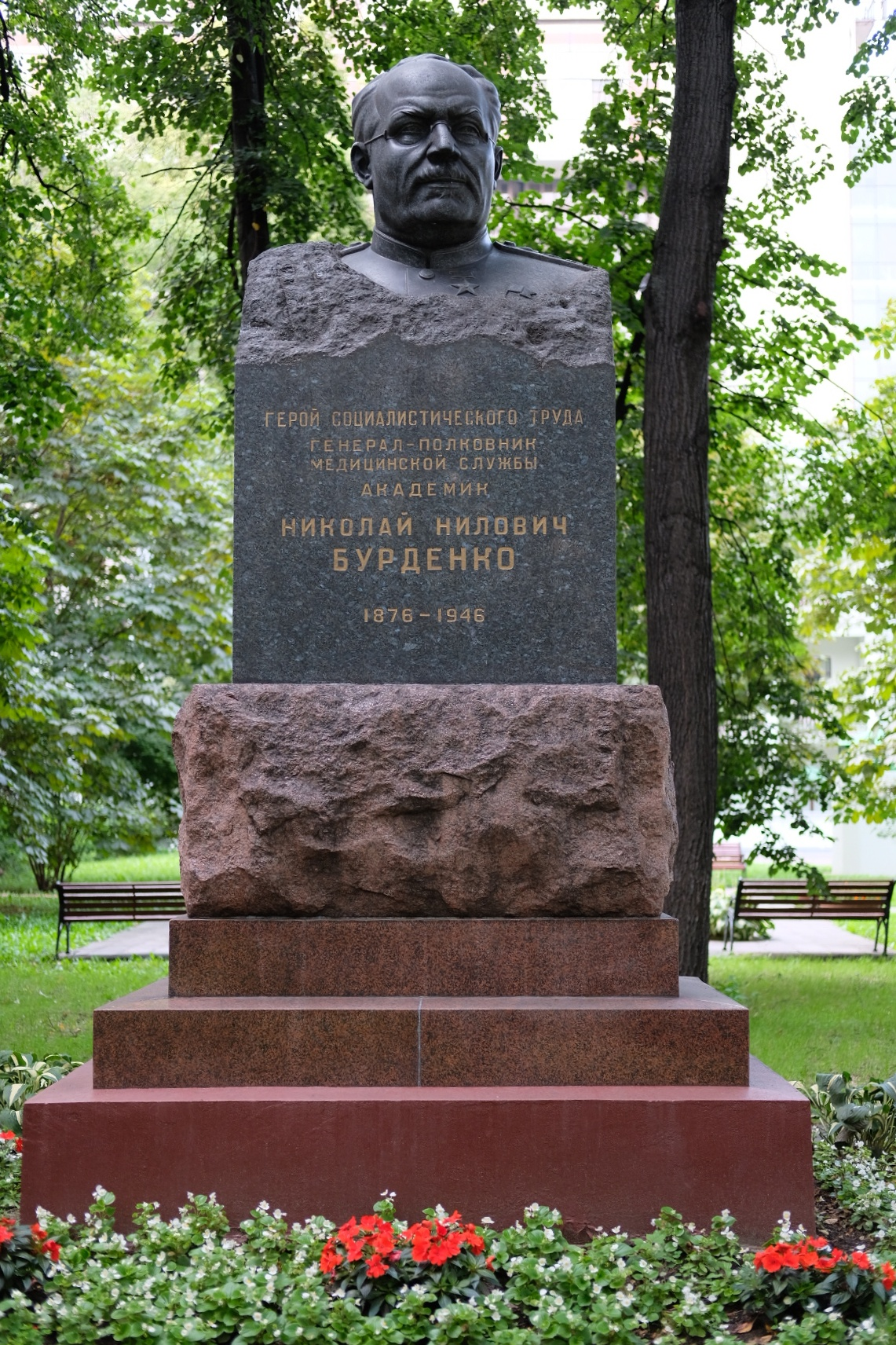
Busto de Burdenko en el Distrito Central de Moscú

En junio de 1945, sobrevivió a un segundo derrame cerebral, y durante el verano de 1946, a un tercero. Durante su estancia en el hospital, terminó un informe sobre la curación de heridas de bala.
Falleció el 11 de noviembre de 1946 en Moscú, pocos meses después de sufrir el tercer derrame cerebral y fue enterrado en el cementerio Novodévichi de Moscú. Le sobrevivieron su esposa, María Emilievna Burdenko (1882-1954), y su hijo, Vladimir Nikolaevich Burdenko (1912-1974), capitán de segundo rango que sirvió en un submarino durante la guerra.

## Condecoraciones

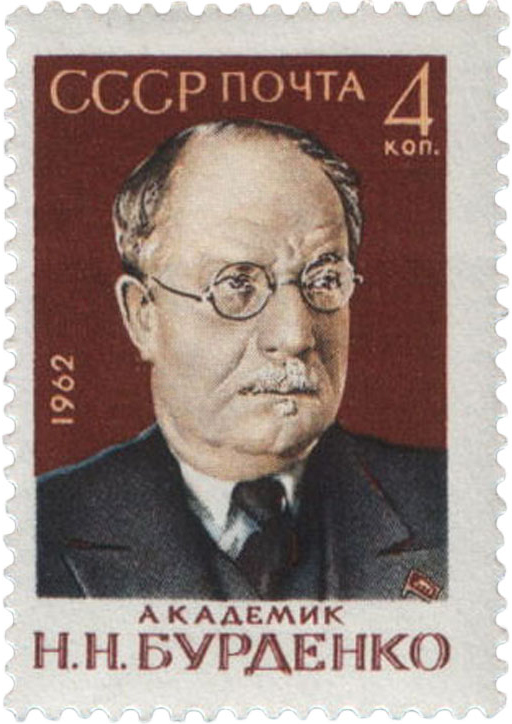
Burdenko en un sello de correos soviético de 1962

A lo largo de su carrera, Nikolái Burdenko recibió las siguientes condecoraciones
Unión Soviética
|  | Premio Stalin                                                                    |
|  | Héroe del Trabajo Socialista (1943)                                              |
|  | Orden de Lenin, tres veces                                                       |
|  | Orden de la Bandera Roja                                                         |
|  | Orden de la Guerra Patria de 1.er grado                                          |
|  | Orden de la Estrella Roja                                                        |
|  | Medalla por el Servicio de Combate                                               |
|  | Medalla por la Defensa de Moscú                                                  |
|  | Medalla por la Victoria sobre Alemania en la Gran Guerra Patria 1941-1945 (1945) |
|  | Medalla por la Victoria sobre Japón                                              |
|  | Medalla por el Trabajo Valiente en la Gran Guerra Patria 1941-1945               |

Imperio ruso
|  | Orden de Santa Ana de 3.er grado (1915)    |
|  | Orden de Santa Ana de 2.do grado (1915)    |
|  | Orden de San Vladimiro de 4.º grado (1916) |

Además fue miembro honorario de la Sociedad Internacional de Cirujanos de la Royal Society de Londres y en su honor se nombraron: el Instituto de Investigación de Neurocirugía de Moscú, el Hospital Militar Central, la Facultad de Clínica Quirúrgica de la Academia Médica de Sechenov, el Hospital Clínico Provincial de Penza, calles en Moscú y Vorónezh y el asteroide (6754 Burdenko).